# Прва муслиманска бригада НОВЈ
Прва муслиманска бригада НОВЈ формирана је 8. фебруара 1944. године у Великој Кладуши од Врнограчког, Лисковачког, Кладушког и Штурличког партизанског батаљона и око 100 бораца Цазинског НОП одреда. Приликом формирања имала је уупно 1200 бораца. Била је у саставу Унске оперативне групе Четвртог корпуса НОВЈ.

## Борбени пут бригаде
До почетка априла 1944. водила је борбе у захвату друма Цазин-Острожац, код Тодова, пећиграда, Скокова и других места против делова немачке 373. легионарске дивизије и усташко-домобранских снага. Делови бригаде су 19. и 20. фебруара разоружавали оружничку посаду из Цазина, која се повлачила према Острошцу. Био је заробљен 31 оружник, а заплењено 2 пушкомитраљеза, 22 пушке, 2 пиштоља, 150.000 метака и друга опрема. Бригада је 1. марта ослободила Пећиград, пошто је савладала немачку и усташко-домобранску посаду наневши јој губитке од 10 погинулих и 7 заробљених, и запленила 2 минобацача, 4 пушкомитраљеза, 4 аутомата, 10 пушака и 40.000 метака. Од 9. до 12. априла учествовала је, са Другом бригадом Осме дивизије НОВЈ у неуспелом нападу на Цазин, а до средине маја вршила је диверзије на друму Острожац-Пећиград, нападала непријатељеве колоне и транспорт. До јула је водила мање борбе с усташама у Цазинској крајини и у граничним деловима Лике, Кордуна и Баније. Поред осталог бригада је 29. јуна код Горње Копривне, после петочасовне борбе, одбила напад усташа из Цазина и принудила их на повлачење у полазни гарнизон. Непријатељ је имао око 50 погинулих и рањених војника.
Од јула 1944. до краја фебруара 1945. дејствовала је самостално или са другим јединицама Четвртог корпуса, углавном на подручју Цазинске крајине, водећи честе борбе са немачким и усташко-домобранским снагама код Цазина (напади у септембру и новембру), Острошца, Бихаћа, Отоке, Босанске Крупе, Гњиловца, Осретка, Ваганца, Мутника и других места. Упоредо је изводила и диверзантске акције на комуникацијама у долини реке Уне и друмовима Бихаћ-Цазин и Отока-Бужим. У фебруару 1945. бригада је имала 1327 бораца.
Крајем фебруара 1945. расформирана је, а њено људство распоређено у новоформирану Муслиманску бригаду и друге јединице Осме дивизије.
Одликована је Орденом братства и јединства.